# Eduardo Zúñiga Erazo
Eduardo Zúñiga Erazo (Ipiales, 12 de abril de 1945) es un antropólogo colombiano, exrector de la Universidad de Nariño y exgobernador del departamento de Nariño.
Zúñiga Erazo se formó en la Universidad Nacional de Colombia, es doctor en Antropología y Etnología Americana por la Universidad Complutense de Madrid.

## Publicaciones
- Zúñiga Erazo, Eduardo (1987). «Realidad y perspectivas de la población indígena del sur de Colombia». Revista de Investigaciones, volumen i, n.º 1 (pp. 106-162). San Juan de Pasto.